# Брисбен-Мару
Брисбен-Мару (Brisbane Maru) — транспортне судно, яке під час Другої світової війни взяло участь у операціях японських збройних сил на Філіппінах та Соломонових островах.

## Передвоєнна історія
Судно спорудили в 1930 році на верфі Yokohama Dock на замовлення компанії Osaka Shosen Kaisha, яка призначила його для використання на своїй австралійській лінії. Окрім вантажів Брисбен-Мару могло перевозити 12 пасажирів.
У серпні 1941-го судно реквізували для потреб Імперського флота Японії, проте 14 листопада передали його Імперській армії. Тієї ж доби Брисбен-Мару вирушило з японського порту Уджина до Такао (наразі Гаосюн на Тайвані), який був одним із місць збору сил вторгнення.

## Вторгнення на Філіппіни
Ще до висадки основних сил в затоці Лінгайєн японці організували кілька малих десантів на острови у Лусонській протоці та північне завершення острова Лусон. Зокрема, 7 грудня Брисбен-Мару та ще 5 суден вийшли з Мако (важлива база японського ВМФ на Пескадорських островах у південній частині Тайванської протоки), маючи на борту 2-й Формозький піхотний полк та ряд інших підрозділів. Брисбен-Мару при цьому прийняло близько 3 тисяч вояків.
10 грудня цей загін здійснив висадку у Вігані. Один з транспортів зазнав важких пошкоджень від дій американської авіації та викинувся на берег, проте Брисбен-Мару не постраждало.

## Планована участь у вторгненні на Нову Каледонію
6 червня 1942-го Брисбен-Мару разом зі ще 5 суднами полишили затоку на острові Кюсю та попрямували до Палау (важлива японська база на заході Каролінських островів), куди прибули 13 червня. Звідси вони мали рушити в архіпелаг Бісмарка до Рабаулу (головна передова база японців у цьому секторі фронту), базуючись на який планувалося здійснити вторгнення на Нову Каледонію. Втім, катастрофічна поразка в битві при Мідвеї призвела до скасування цієї операції.

## Конвой до Рабаулу
На початку серпня 1942-го союзники почали операцію захоплення Гуадалканалу (Соломонові острови), що змусило японське командування перекидати сюди підкріплення. 21 серпня 1942-го Брисбен-Мару полишило японський порт Муцуре, відвідало Мако, в'єтнамський порт Кап-Сен-Жак (наразі Вунгтау) і 10 вересня прибуло до Сінгапуру. З останнього воно вирушило на схід та 2 жовтня 1942-го досягнуло Нової Британії, на східному завершенні якої лежить Рабаул.

## Участь у битві за Гуадалканал
Через місяць судно залучили до наймасштабнішої операції з доставки підкріплень на Гуадалканал. 31 жовтня — 2 листопада  Брисбен-Мару в супроводі тральщика W-22 перейшло до якірної стоянки Шортленд — прикритої групою невеликих островів Шортленд акваторії біля південного завершення острова Бугенвіль, де зазвичай відстоювались легкі бойові кораблі та перевалювались вантажі для подальшої відправки на схід Соломонових островів.
12 листопада судна з військами полишили Шортленд, проте невдовзі повернулись на тлі повідомлень про жорстоку битву надводних кораблів біля району висадки. У другій половині дня 13 листопада 11 транспортів, розділених на два ешелони, знову рушили з району Шортленд до Гуадалканалу. Брисбен-Мару мав на борту другий батальйон 230-го піхотного полку та належав до більш повільного другого ешелону, що мав висадити доправлених вояків у Аруліго-Пойнт біля мису Есперанс. Транспорти супроводжували 11 есмінців, а повітряне прикриття надавали літаки базової авіації та гідролітаки з бази в Шортленді.
Судна завершували прохід між островами Нова Джорджія та Санта-Ісабель і наближались до Гуадалканалу, коли невдовзі після опівдня 14 листопада почались потужні удари американської авіації. Спершу пікіруючі бомбардувальники та торпедоносці потопили два та пошкодили один транспорт першого ешелону. За півтори години по тому ціллю для атак став і другий ешелон, при цьому пікіруючим бомбардувальникам вдалось поцілити Брисбен-Мару. Судно загорілось та пізніше затонуло, при цьому есмінець Кавакадзе зміг врятувати 550 осіб.
Можливо також відзначити, що за підсумками операції японці втратили всі 11 транспортів, хоча частину бійців і вдалось висадити на Гуадалканалі (так само загинули й обидва залучені лінійні кораблі).